# Дзамашвили, Елена Вахтанговна
Елена Вахтанговна Дзамашвили (груз. ელენე ძამაშვილი, 16 февраля 1942, Тбилиси — 21 июля 2020, Каир) — грузинская советская пианистка и педагог, заслуженная артистка Грузинской ССР (1990), профессор Каирской консерватории.

## Биография

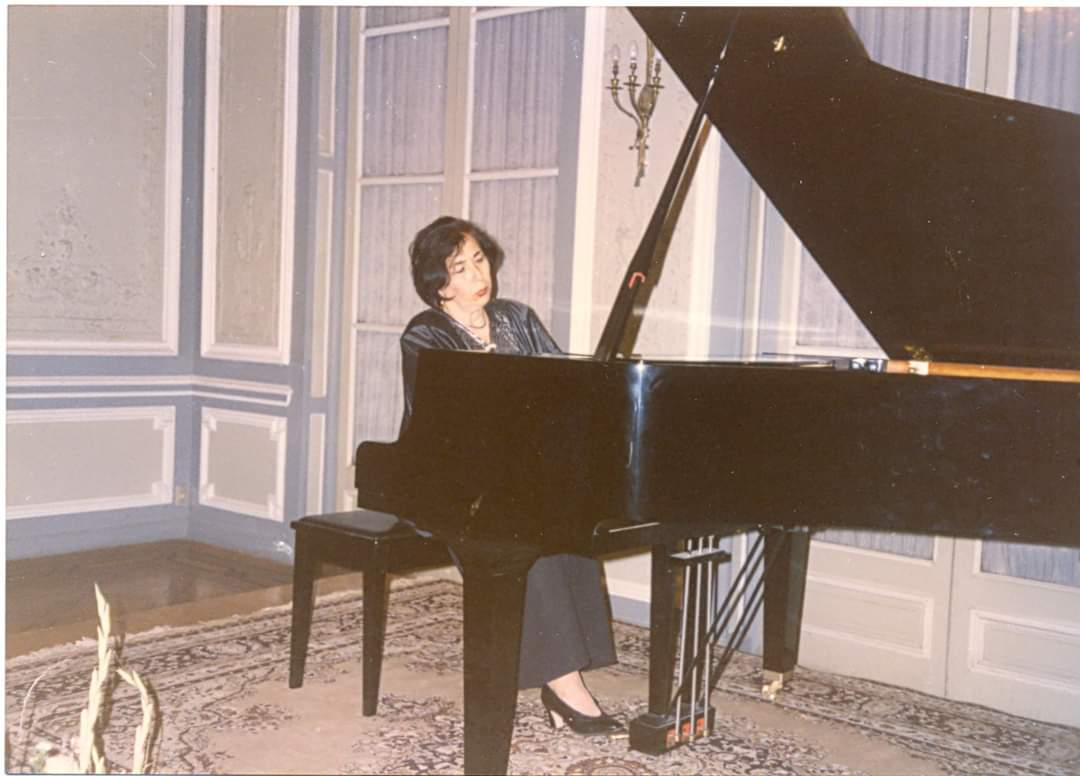

Родилась в семье историка Вахтанга Дзамашвили и пианистки Нино Дзамашвили.
В 1961 году окончила 2-ю музыкальную школу, где училась в классе Люсии Исаян. В том же году поступил в Тбилисскую государственную консерваторию в класс Татьяны Гольдфарб, затем продолжил обучение у педагога Тенгиза Амиреджиба.
С 1971 по 1990 год работала концертмейстером и преподавателем в классе вокального ансамбля. Сотрудничала с симфоническим оркестром и телерадиокомитетом.
По приглашению Каирской консерватории в сентябре 1991 года переехала в Египет. Работала пианистом в Консерватории; преподавала фортепиано и камерную музыку студентам вокального, фортепианного и струнного факультетов; в Центре развития талантов Каирского оперного театра; на музыкальном факультете Каирского американского университета. Ежегодно устраивала сольные концерты, а также выступала с местными и приглашенными музыкантами. Создала творческий дуэт с деканом консерватории, скрипачом Хасаном Шарара, участвовала в Каирском фортепианном квартете.
Скончалась 21 июля 2020 года в Каире. Похоронена на греческом православном кладбище в районе Мар-Гиргис города, рядом с Георгиевской церковью.